# Lorenz von Hofkirchen

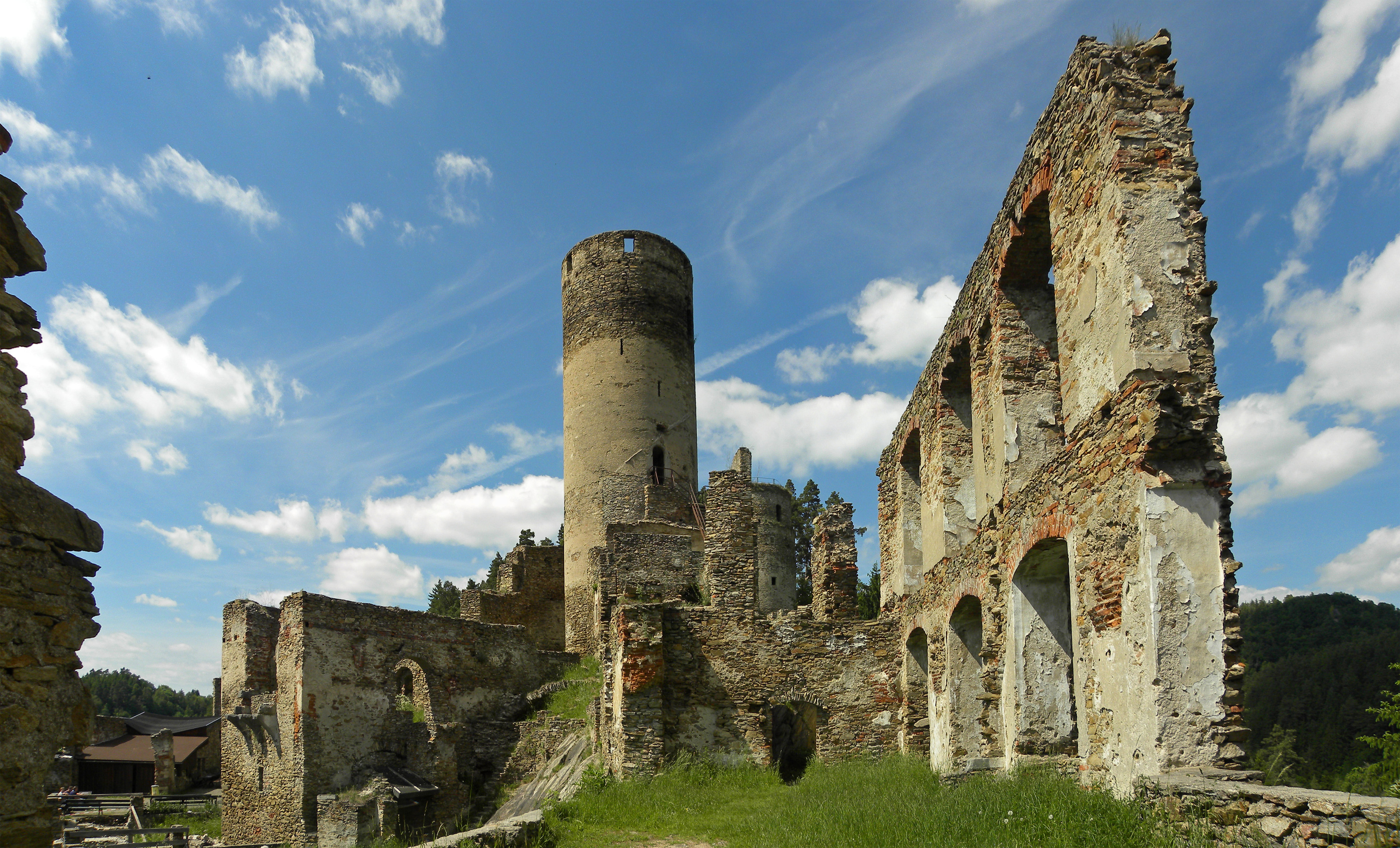
Hofkirchens Heimat, Burg Kollmitz in Niederösterreich

Lorenz Freiherr von Hofkirchen auf Kollmitz und Drösiedl (* 1606 in Kollmitz an der Thaya; † 1656) war ein General im Dreißigjährigen Krieg. Als Protestant jung aus Österreich emigriert, schloss er sich nacheinander dem kurbrandenburgischen und sächsischen Militär an, stieg zum General auf und übernahm diese Position auch im schwedischen Heer in Deutschland. Nach dem Prager Frieden bemühte er sich um den Übertritt in die kaiserliche Armee, wodurch er nach Österreich zurückkehren konnte. Durch seine Niederlage bei Mělník im Jahr 1639 verbrachte er 3 Jahre in schwedischer Gefangenschaft, wurde danach Kommandant in Schlesien, aber bald darauf aus der Armee entlassen.
Von 1632 bis 1634 war er durch Schenkung des schwedischen Königs Gustaf Adolf Herrscher über die katholische Grafschaft Oettingen-Wallerstein.

## Leben

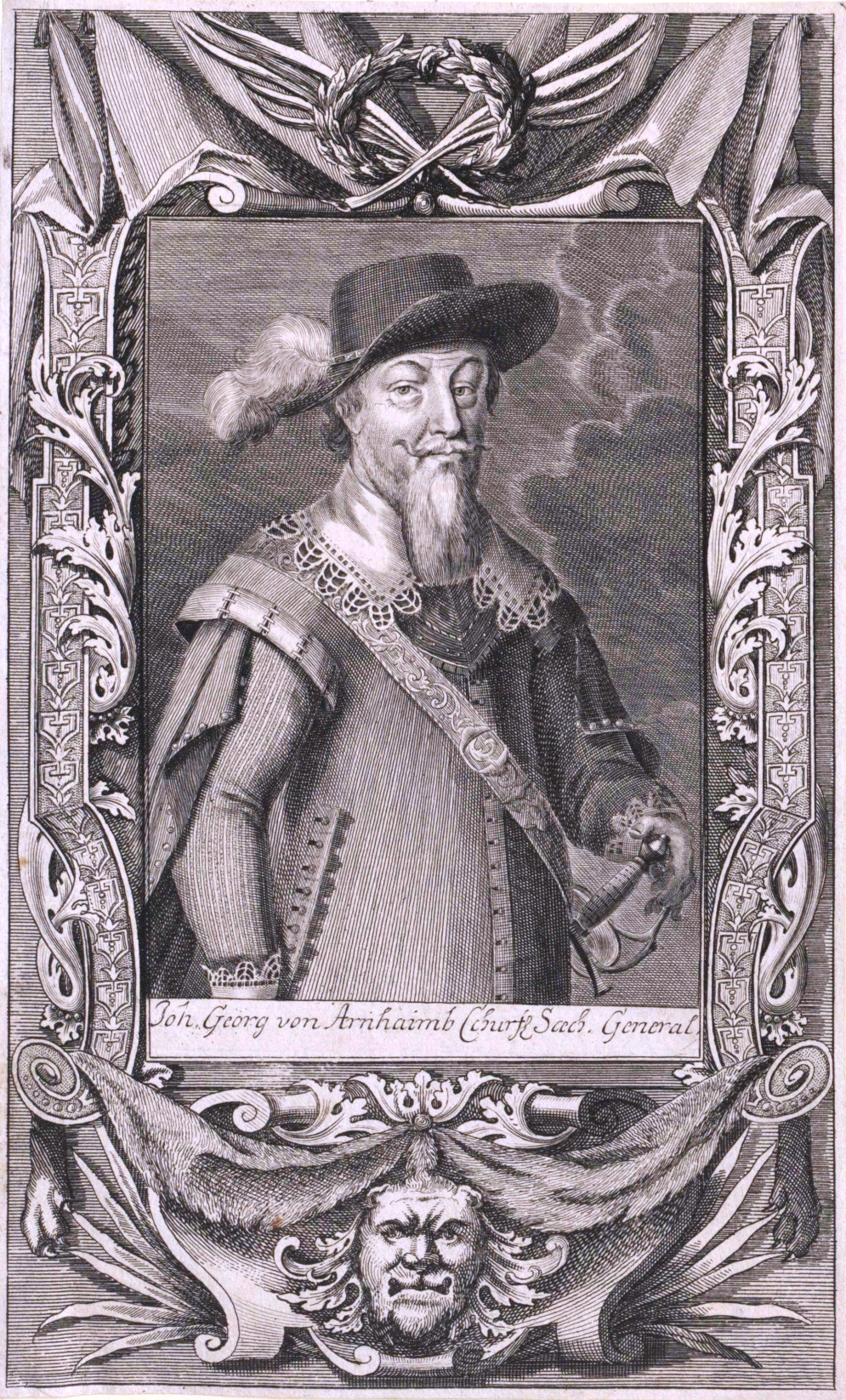
Hans Georg von Arnim, Hofkirchens sächsischer Befehlshaber

Lorenz war der jüngste Sohn des niederösterreichischen Statthalters Wolfgang Freiherr von Hofkirchen (1555–1611) und seiner Frau Anna Dorothea Gräfin von Oettingen (1563–nach 1624). Zu seinen älteren Brüdern zählten der kaiserliche Kämmerer Wilhelm (1583–1630) und der Obristleutnant Albrecht von Hofkirchen (1590–1633). Im Jahr 1619 trat Lorenz‘ Onkel Georg Andreas, niederösterreichischer General-Landesobrist, zu den aufständischen böhmischen Ständen unter Graf Thurn über, wurde deshalb geächtet und musste nach der Niederlage der Aufständischen am Weißen Berg 1620 emigrieren. Lorenz schloss sich ihm an und begann eine Militärkarriere.

### Militärischer Aufstieg auf protestantischer Seite
Zunächst stieg Lorenz zum kurbrandenburgischen Oberst zu Pferd auf, bevor er unter Arnim im Juli 1631 das sächsische Reiterregiment Bindauf verliehen bekam. Nach der Eroberung Prags durch sächsische Truppen wurde Hofkirchen im Dezember zum Stadtkommandanten ernannt. Im Februar 1632 verhinderte er einen kaiserlichen Rückeroberungsversuch von Brandeis an der Elbe. Im Mai zog er sich vor dem anrückenden Heer Wallensteins aus Prag zurück. Im Juli beförderte man ihn zum Generalmajor der Kavallerie. Er wurde mit sächsischen Hilfstruppen an die Seite der Schweden unter König Gustaf Adolf vor Nürnberg geschickt und kämpfte Anfang September in der Schlacht an der Alten Veste beim vergeblichen Angriff auf Wallensteins Stellungen. Gustaf Adolf schenkte ihm im gleichen Jahr den gesamten Besitz der katholischen Grafen von Oettingen-Wallerstein.
Nach Gustaf Adolfs Tod in der Schlacht bei Lützen und dem Rückzug der Kaiserlichen aus Sachsen Mitte November eroberte Hofkirchen Leipzig zurück. Sein in kaiserlichen Diensten stehender Bruder Albrecht wurde aufgrund angeblicher Fahnenflucht bei Lützen im darauffolgenden Jahr in Prag zum Tode verurteilt. Aufgrund des Gerüchts, dass Lorenz seinen Bruder befreien wolle, fand der Prozess unter schwerer Bewachung statt. Es kam jedoch zu keinem Befreiungsversuch und Albrecht wurde am 14. Februar 1633 hingerichtet. Lorenz übernahm im März ein schwedisches Kavallerieregiment und wurde Generalleutnant in der Armee Bernhards von Sachsen-Weimar. Nachdem die Kaiserlichen Ende Juli 1634 Regensburg erobert hatten, wurde Hofkirchen mit einer Vorausabteilung der Schweden an die Donau geschickt, um die Städte Lauingen, Donauwörth, Nördlingen und Dinkelsbühl gegen einen kaiserlichen Vorstoß zu sichern. Er marschierte jedoch nur bis Augsburg, weil die Nachricht eintraf, dass die Kaiserlichen zurück nach Böhmen gegangen wären und nur die bayerischen Truppen entlang der Donau vorrückten. Als die Schweden ihren Irrtum bemerkten, griffen sie die Kaiserlichen und Bayern bei Nördlingen an. Hofkirchen wurde bei Kämpfen am Vorabend der Schlacht verwundet. Durch die Niederlage verlor er die Herrschaft über Wallerstein, konnte sich aber vor den Feinden nach Ulm retten.

### Übertritt in kaiserliche Dienste

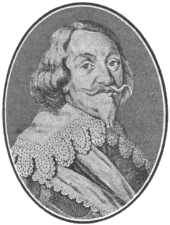
Matthias Gallas, kaiserlicher Oberbefehlshaber

In Ulm wurde Hofkirchen Stadtkommandant und verteidigte sie als eines der letzten protestantischen Bollwerke Süddeutschlands, bis die Stadt im Juli 1635 dem Prager Frieden beitrat. Im Dezember 1636 erhielt er ein kaiserliches Pardon unter der Bedingung, dass er das 1631/32 aus Brandeis gestohlene Marienbild zurückgibt. Er versuchte danach, in der kaiserlichen Armee eine Anstellung zu erhalten. Im Dezember 1637 sollte der Oberkommandierende Matthias Gallas deswegen urteilen, im Mai 1638 bat Hofkirchen erneut um Eintritt in die Armee und Anwerbung eines Regiments. Erst im März 1639 erhielt er ein Kommando als Feldmarschallleutnant und Kavalleriekommandant gegen den nach Böhmen vorrückenden schwedischen Feldherrn Johan Banér. Zusammen mit dem ihm unterstellten Raimondo Montecuccoli sollte er Banér im Mai bei Brandeis am Übergang über die Elbe hindern, wurde aber zwischen Brandeis und Mělník mit schweren Verlusten geschlagen und geriet wie Montecuccoli in Kriegsgefangenschaft. Er verbrachte seine Gefangenschaft erst in Landsberg an der Warthe und später in Stettin.
Nach fast drei Jahren Gefangenschaft wurde er am 24. März 1642 zusammen mit Johann von Werth und Hans Christoph III. von Puchheim bei Lahr freigelassen und gegen den schwedischen Feldmarschall Gustaf Horn ausgetauscht, den die Kaiserlichen seit der Schlacht bei Nördlingen gefangen hielten. Weil er die ihm auferlegte Ranzion nicht bezahlen konnte, bat er den Kaiser im Juni um eine Gnadenhilfe. Im November erhielt er wieder ein Kommando in Schlesien und im März 1643 das bisherige Regiment Hennin verliehen. Mit seinen Truppen blockierte er das im Vorjahr von den Schweden eroberte Oppeln. Im März zog er von dort ab und wurde zum 1. April dem zurückgekehrten Oberbefehlshaber Gallas unterstellt. Den Sommer über verbrachte er bei der Hauptarmee in Mähren, im Herbst zog er nach Mecklenburg, wo er im Oktober vergeblich versuchte, die belagerte Festung Dömitz zu entsetzen. Am 16. November war er in Dresden, um dort Winterquartiere zu beziehen. Fünf Tage später erhielt er wegen Ungehorsams gegenüber Gallas einen Verweis. Nur einen Monat später erhielt Gallas den Befehl, Hofkirchen dessen Kommando und Regiment zu nehmen.
Zunächst durfte Hofkirchen seinen Sold als Feldmarschallleutnant und seinen Stab in Böhmen behalten, dagegen legte aber die böhmische Hofkanzlei noch im Laufe des Januars 1644 Beschwerde ein. Am 19. Mai entließ Kaiser Ferdinand III. Hofkirchen endgültig aus seinen Kriegsdiensten, der aber ein Gnaden-Recompens von 12.000 Gulden und Empfehlungen an den dänischen König und den sächsischen Kurfürsten erhielt. Hofkirchen starb Anfang 1656, ohne noch einmal ein militärisches Kommando anzutreten, und hinterließ mehrere unmündige Kinder.

## Familie
Am 8. Dezember 1633 heiratete Hofkirchen die Gräfin Agatha von Oettingen-Oettingen, die Tochter des Grafen Ludwig Eberhard (1577–1634) aus der protestantischen Linie des Hauses Oettingen. Lorenz und Agatha hatten zusammen mindestens drei Kinder:
- Wolf Lorenz (um 1635–1672), sächsischer und brandenburgischer Kammerherr und Oberst, ⚭ 1666 Johanna Margaretha von Hanow[5][2][4]
- Georg Lorenz (1649–1694), kaiserlicher Kämmerer und Feldmarschalleutnant[6][2][4]
- Elisabeth[2][4]